# Мусандам (мухафаза)
Муса́ндам (араб. محافظة مسندم‎) — мухафаза в Омане.
Мусандам расположен на самом севере страны, на одноимённом полуострове и, будучи отделённым от остальной части Омана территорией Объединённых Арабских Эмиратов, является полуэксклавом. 
Административный центр — город Хасаб (Эль-Хасаб). Площадь — 1 800 км², население — 31 425 человек (2010 год).

## География
Мухафаза Мусандам имеет важное стратегическое положение из-за близости к Ормузскому проливу.
В северной части полуострова, около деревни Кумзар, используется язык кумзари — диалект персидского языка.
В августе 2008 года было открыто паромное сообщение между столичным Маскатом и Мусандамом, для улучшения транспортного сообщения с полуостровом.

## Административное деление
Губернаторство Мусандам делится на 4 вилайета с центрами в городах:
- Хасаб
- Буха
- Даба-эль-Байя
- Мадха — единственный вилайет не на полуострове; отдельный эксклав Омана, окружённый территорией ОАЭ.

## Галерея
- Хасаб — столица и крупнейший город Мусандама.
- Крепость Букха.
- Оман Абу-Даби (ОАЭ) Дубай (ОАЭ) Шарджа (ОАЭ) Аджман (ОАЭ) Умм эль-Кайвайн (ОАЭ) Рас эль-Хайма (ОАЭ) Фуджейра (ОАЭ)
- Фьорд в Мусандаме.